# Saint-Maurice-Montcouronne
Pour les articles homonymes, voir Saint-Maurice.
Saint-Maurice-Montcouronne (prononcé [sɛ̃ moʁis mɔ̃kuʁɔn] ) est une commune française située à trente-cinq kilomètres au sud-ouest de Paris dans le département de l'Essonne en région Île-de-France.
Ses habitants sont appelés les Saint-Mauriciens.

## Géographie

### Situation
| Type d’occupation           | Pourcentage | Superficie (en hectares) |
| --------------------------- | ----------- | ------------------------ |
| Espace urbain construit     | 7,6 %       | 68,78                    |
| Espace urbain non construit | 3,6 %       | 32,56                    |
| Espace rural                | 88,9 %      | 808,91                   |
| Source : Iaurif-MOS 2008    |             |                          |

Saint-Maurice-Montcouronne est située à trente-cinq kilomètres au sud-ouest de Paris-Notre-Dame, point zéro des routes de France, vingt-quatre kilomètres au sud-ouest d'Évry, dix-sept kilomètres au nord-ouest d'Étampes, neuf kilomètres à l'ouest d'Arpajon, dix kilomètres au nord-est de Dourdan, treize kilomètres au sud-ouest de Montlhéry, dix-sept kilomètres au sud-ouest de Palaiseau, vingt kilomètres au nord-ouest de La Ferté-Alais, vingt-six kilomètres au sud-ouest de Corbeil-Essonnes, trente-deux kilomètres au nord-ouest de Milly-la-Forêt.

### Hydrographie
La commune est traversée par la rivière la Rémarde et le ruisseau de Prédecelle à l'est de la commune y a son point de confluence.

### Climat
Pour des articles plus généraux, voir Climat de l'Île-de-France et Climat de l'Essonne.
En 2010, le climat de la commune est de type climat océanique dégradé des plaines du Centre et du Nord, selon une étude du CNRS s'appuyant sur une série de données couvrant la période 1971-2000. En 2020, Météo-France publie une typologie des climats de la France métropolitaine dans laquelle la commune est exposée à un climat océanique altéré et est dans la région climatique Sud-ouest du bassin Parisien, caractérisée par une faible pluviométrie, notamment au printemps (120 à 150 mm) et un hiver froid (3,5 °C). 
Pour la période 1971-2000, la température annuelle moyenne est de 11,2 °C, avec une amplitude thermique annuelle de 15,3 °C. Le cumul annuel moyen de précipitations est de 671 mm, avec 10,8 jours de précipitations en janvier et 7,7 jours en juillet. Pour la période 1991-2020, la température moyenne annuelle observée sur la station météorologique la plus proche, située sur la commune de Fontenay-lès-Briis à 5 km à vol d'oiseau, est de 11,6 °C et le cumul annuel moyen de précipitations est de 696,0 mm,. Pour l'avenir, les paramètres climatiques de la commune estimés pour 2050 selon différents scénarios d'émission de gaz à effet de serre sont consultables sur un site dédié publié par Météo-France en novembre 2022.
| Mois                                  | jan.           | fév.           | mars           | avril         | mai             | juin          | jui.          | août           | sep.           | oct.          | nov.             | déc.             | année     |
| ------------------------------------- | -------------- | -------------- | -------------- | ------------- | --------------- | ------------- | ------------- | -------------- | -------------- | ------------- | ---------------- | ---------------- | --------- |
| Température minimale moyenne (°C)     | 1,5            | 1,2            | 3,1            | 5             | 8,6             | 11,6          | 13,4          | 13,2           | 10,2           | 7,7           | 4,4              | 2,1              | 6,8       |
| Température moyenne (°C)              | 4,4            | 4,9            | 7,9            | 10,7          | 14,3            | 17,5          | 19,8          | 19,6           | 16             | 12,1          | 7,6              | 4,8              | 11,6      |
| Température maximale moyenne (°C)     | 7,3            | 8,5            | 12,6           | 16,3          | 20,1            | 23,5          | 26,1          | 26             | 21,8           | 16,6          | 10,9             | 7,6              | 16,4      |
| Record de froid (°C) date du record   | −18 17.01.1985 | −13,5 07.02.12 | −10,8 01.03.05 | −6 06.04.21   | −1,5 06.05.19   | 1,1 01.06.06  | 2 02.07.1966  | 3,7 30.08.1964 | 0,5 17.09.1971 | −4,1 21.10.10 | −10,4 24.11.1998 | −16,5 29.12.1964 | −18 1985  |
| Record de chaleur (°C) date du record | 16,5 27.01.03  | 20,7 27.02.19  | 24,9 31.03.21  | 29,2 20.04.18 | 32,5 25.05.1989 | 37,5 21.06.17 | 42,5 25.07.19 | 40,2 12.08.03  | 34,8 15.09.20  | 30 01.10.1985 | 21,5 07.11.15    | 17,3 07.12.00    | 42,5 2019 |
| Précipitations (mm)                   | 54,2           | 48,6           | 50,4           | 47,5          | 69              | 58            | 61,1          | 62,6           | 50,9           | 61,2          | 61,2             | 71,3             | 696       |

### Voies de communication et transports
La commune est desservie par la ligne de bus 06 du réseau de bus Centre et Sud Yvelines.

## Urbanisme

### Typologie
Au 1er janvier 2024, Saint-Maurice-Montcouronne est catégorisée ceinture urbaine, selon la nouvelle grille communale de densité à sept niveaux définie par l'Insee en 2022.
Elle est située hors unité urbaine. Par ailleurs la commune fait partie de l'aire d'attraction de Paris, dont elle est une commune de la couronne,. Cette aire regroupe 1 929 communes,.

## Toponymie
Montcouronne sur la commune de Saint Maurice-Montcouronne est aussi une hauteur, « le Mont de Couronne », peut-être dénudé, suffisamment solitaire, en tout cas, pour avoir été le siège d'un ermitage.
La commune est instituée en 1793, pendant la Révolution française, sous le nom de Saint-Maurice, la mention Montcouronne est ajoutée en 1937.

## Histoire
Le nom de Saint-Maurice s’est enraciné sur un « Mont couronné », butte sur laquelle fut sans doute implanté un établissement religieux dédié au culte de Saint-Maurice, martyrisé en 286 avec sa légion à Agaune (Suisse). Pendant la Révolution, le nom jugé trop clérical, est remplacé par celui de Montgraviers. Le village retrouve le nom de Saint-Maurice au XIXe s. mais ce n’est qu’en 1937 qu’on lui accole de nouveau le vocable de Montcouronne.
Des vestiges de forges et d’ateliers métallurgiques importants, d’époque médiévale, et de fours de potiers, remontant au IXe s., ont été retrouvés près de la Rémarde.
La première seigneurie, celle des Saint-Germain, apparaît dans les textes en 1282. Saint-Maurice relevait de la châtellenie de Montlhéry et possédait les droits de haute, moyenne et basse justice et de tabellionage. La justice était rendue dans une maison sise au no 1 de la rue Bourguignette surnommée "l’audience", qui abritait également la prison et le cabinet du tabellion (notaire).

## Politique et administration

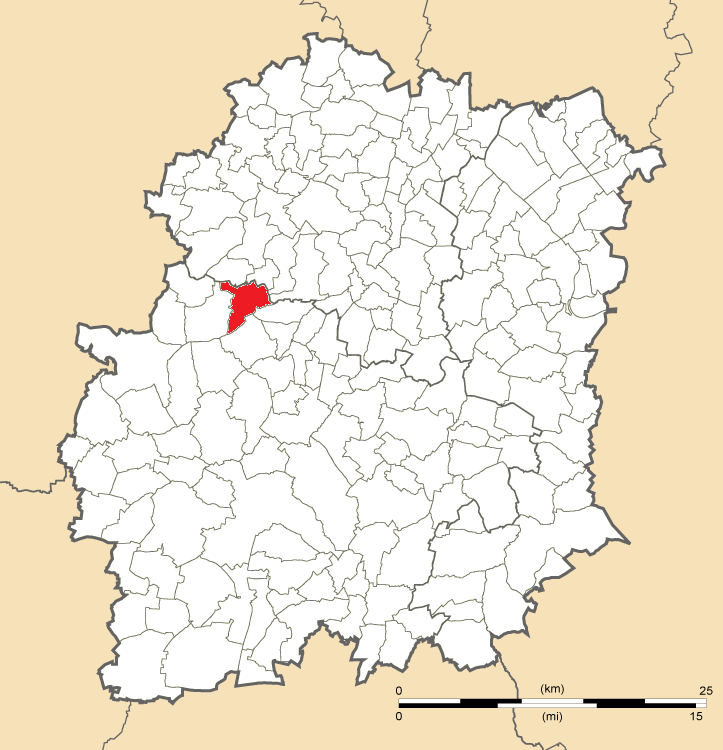
Position de Saint-Maurice-Montcouronne en Essonne.

### Rattachements administratifs et électoraux
Antérieurement à la loi du 10 juillet 1964, la commune faisait partie du département de Seine-et-Oise. La réorganisation de la région parisienne en 1964 fit que la commune appartient désormais au département de l'Essonne après un transfert administratif effectif au 1er janvier 1968.
Elle faisait partie depuis la mise en place du département à son arrondissement d'Etampes, mais a été rattachée le 1er janvier 2018 à l'arrondissement de Palaiseau afin d'adapter les limites des arrondissements à la structuration des intercommunalités du département.
Pour l'élection des députés, la commune fait partie de la troisième circonscription de l'Essonne.
Elle faisait partie de 1801 à 1967 du canton de Dourdan-Nord de Seine-et-Oise. Lors de la mise en place du département de l'Essonne, elle intègre le canton de Saint-Chéron. Dans le cadre du redécoupage cantonal de 2014 en France, la commune rejoint le canton de Dourdan.

### Intercommunalité
La commune a rejoint fin 2002 la communauté de communes du pays de Limours.

### Tendances et résultats politiques
Élections présidentielles
Résultats des deuxièmes tours :
- Élection présidentielle de 2002 : 85,96 % pour Jacques Chirac (RPR), 14,04 % pour Jean-Marie Le Pen (FN), 85,87 % de participation[28].
- Élection présidentielle de 2007 : 60,56 % pour Nicolas Sarkozy (UMP), 39,44 % pour Ségolène Royal (PS), 84,84 % de participation[29].
- Élection présidentielle de 2012 : 59,52 % pour Nicolas Sarkozy (UMP), 40,48 % pour François Hollande (PS), 83,85 % de participation[30].

Élections législatives
Résultats des deuxièmes tours :
- Élections législatives de 2002 : 59,05 % pour Geneviève Colot (UMP), 40,95 % pour Yves Tavernier (PS), 63,85 % de participation[31].
- Élections législatives de 2007 : 59,09 % pour Geneviève Colot (UMP), 40,91 % pour Brigitte Zins (PS), 59,02 % de participation[32].
- Élections législatives de 2012 : 54,93 % pour Geneviève Colot (UMP), 45,07 % pour Michel Pouzol (PS), 60,87 % de participation[33].

Élections européennes
Résultats des deux meilleurs scores :
- Élections européennes de 2004 : 23,82 % pour Harlem Désir (PS), 16,84 % pour Marielle de Sarnez (UDF), 46,27 % de participation[34].
- Élections européennes de 2009 : 30,63 % pour Michel Barnier (UMP), 18,56 % pour Daniel Cohn-Bendit (Europe Écologie), 47,59 % de participation[35].

Élections régionales
Résultats des deux meilleurs scores :
- Élections régionales de 2004 : 45,65 % pour Jean-Paul Huchon (PS), 41,85 % pour Jean-François Copé (UMP), 67,38 % de participation[36].
- Élections régionales de 2010 : 51,25 % pour Jean-Paul Huchon (PS), 48,75 % pour Valérie Pécresse (UMP), 51,97 % de participation[37].

Élections cantonales et départementales
Résultats des deuxièmes tours :
- Élections cantonales de 2001 : données manquantes.
- Élections cantonales de 2008 : 58,17 % pour Jean-Pierre Delaunay (UMP), 41,83 % pour Jean-François Degoud (DVG), 63,43 % de participation[38].

Élections municipales
Résultats des deuxièmes tours :
- Élections municipales de 2001 : données manquantes.
- Élections municipales de 2008 : 403 voix pour Bernard Branger (?), 397 voix pour Ghislaine Rocher (?), 67,98 % de participation[39].
- Élections municipales de 2014 : 456 voix (62,72 %) pour Serge Zumello (au 1er tour, 271 voix (37,27 %) pour Marie-Christine du Luart, 62,96 de participation[40].
- Élections municipales de 2017 : 322 voix (53,84 %) pour William Berrichillo (SE), 258 voix (43,14 %) pour Corine Picavet (SE)[41]

Référendums
- Référendum de 2000 relatif au quinquennat présidentiel : 75,17 % pour le Oui, 24,83 % pour le Non, 33,59 % de participation[42].
- Référendum de 2005 relatif au traité établissant une Constitution pour l'Europe : 51,25 % pour le Oui, 48,75 % pour le Non, 69,75 % de participation[43].

### Liste des maires
| Période                                  | Période                        | Identité                 | Étiquette | Qualité                      |
| ---------------------------------------- | ------------------------------ | ------------------------ | --------- | ---------------------------- |
| Les données manquantes sont à compléter. |                                |                          |           |                              |
| 1953                                     | 1983                           | Jacques Bourge           |           |                              |
| 1983                                     | 1995                           | Marie-Christine du Luart | DVD       |                              |
| 1995                                     | juin 2011                      | Jean Bonnemaison         | DVD       | Retraité Démissionnaire      |
| septembre 2011                           | décembre 2017,                 | Serge Zumello            | DVD       | Démissionnaire               |
| décembre 2017                            | En cours (au 17 décembre 2017) | William Berrichillo      | SE        | Cadre dirigeant d'entreprise |

### Jumelages
La commune de Saint-Maurice-Montcouronne n'a développé aucune association de jumelage[Quand ?].

## Population et société

### Démographie

#### Évolution démographique
L'évolution du nombre d'habitants est connue à travers les recensements de la population effectués dans la commune depuis 1793. Pour les communes de moins de 10 000 habitants, une enquête de recensement portant sur toute la population est réalisée tous les cinq ans, les populations de référence des années intermédiaires étant quant à elles estimées par interpolation ou extrapolation. Pour la commune, le premier recensement exhaustif entrant dans le cadre du nouveau dispositif a été réalisé en 2008.

En 2022, la commune comptait 1 540 habitants, en évolution de −2,1 % par rapport à 2016 (Essonne : +2,89 %, France hors Mayotte : +2,11 %).
| 1793 | 1800 | 1806 | 1821 | 1831 | 1836 | 1841 | 1846 | 1851 |
| ---- | ---- | ---- | ---- | ---- | ---- | ---- | ---- | ---- |
| 422  | 410  | 389  | 397  | 361  | 358  | 320  | 352  | 345  |

| 1856 | 1861 | 1866 | 1872 | 1876 | 1881 | 1886 | 1891 | 1896 |
| ---- | ---- | ---- | ---- | ---- | ---- | ---- | ---- | ---- |
| 304  | 310  | 342  | 342  | 355  | 338  | 321  | 291  | 328  |

| 1901 | 1906 | 1911 | 1921 | 1926 | 1931 | 1936 | 1946 | 1954 |
| ---- | ---- | ---- | ---- | ---- | ---- | ---- | ---- | ---- |
| 340  | 333  | 325  | 278  | 304  | 297  | 280  | 224  | 251  |

| 1962 | 1968 | 1975 | 1982 | 1990  | 1999  | 2006  | 2008  | 2013  |
| ---- | ---- | ---- | ---- | ----- | ----- | ----- | ----- | ----- |
| 273  | 320  | 715  | 917  | 1 279 | 1 360 | 1 549 | 1 604 | 1 596 |

| 2018  | 2022  | - | - | - | - | - | - | - |
| ----- | ----- | - | - | - | - | - | - | - |
| 1 555 | 1 540 | - | - | - | - | - | - | - |

#### Pyramide des âges
En 2018, le taux de personnes d'un âge inférieur à 30 ans s'élève à 34,6 %, soit en dessous de la moyenne départementale (39,9 %). À l'inverse, le taux de personnes d'âge supérieur à 60 ans est de 20,6 % la même année, alors qu'il est de 20,1 % au niveau départemental.
En 2018, la commune comptait 756 hommes pour 799 femmes, soit un taux de 51,38 % de femmes, légèrement supérieur au taux départemental (51,02 %).
Les pyramides des âges de la commune et du département s'établissent comme suit.
| Hommes | Classe d’âge | Femmes |
| ------ | ------------ | ------ |
| 0,5    | 90 ou +      | 0,5    |
| 5,3    | 75-89 ans    | 4,5    |
| 15,5   | 60-74 ans    | 14,9   |
| 28,8   | 45-59 ans    | 28,8   |
| 15,6   | 30-44 ans    | 16,3   |
| 15,6   | 15-29 ans    | 16,6   |
| 18,7   | 0-14 ans     | 18,4   |

| Hommes | Classe d’âge | Femmes |
| ------ | ------------ | ------ |
| 0,5    | 90 ou +      | 1,4    |
| 5,4    | 75-89 ans    | 7,2    |
| 12,9   | 60-74 ans    | 13,9   |
| 20     | 45-59 ans    | 19,4   |
| 19,9   | 30-44 ans    | 20,1   |
| 20     | 15-29 ans    | 18,2   |
| 21,3   | 0-14 ans     | 19,8   |

### Enseignement
Les élèves de Saint-Maurice-Montcouronne sont rattachés à l'académie de Versailles.
En 2010, elle dispose de l'école primaire Simone Soumier.

### Sports
Pour les randonneurs, la commune est traversée par le GR de Pays du Hurepoix, qui relie la vallée de la Bièvre, à celle de l'Essonne, via l'Yvette, l'Orge, et la Juine.

### Lieux de culte

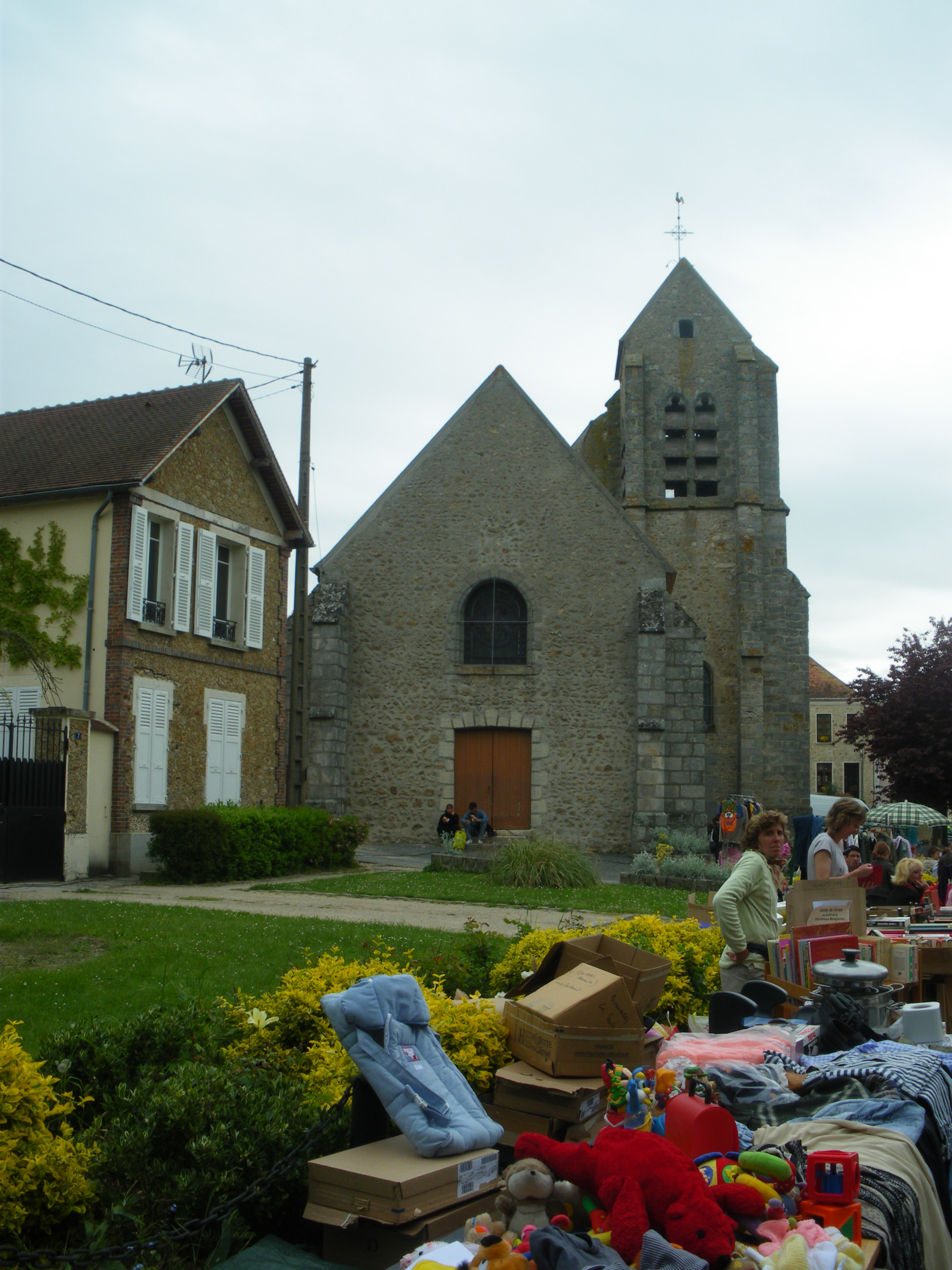
L'église Saint-Maurice.

La paroisse catholique de Saint-Maurice-Montcouronne est rattachée au secteur pastoral de Limours et au diocèse d'Évry-Corbeil-Essonnes. Elle dispose de l'église Saint-Maurice.

### Médias
L'hebdomadaire Le Républicain relate les informations locales. La commune est en outre dans le bassin d'émission des chaînes de télévision France 3 Paris Île-de-France Centre, IDF1 et Téléssonne intégré à Télif.

## Économie

### Emplois, revenus et niveau de vie
En 2006, le revenu fiscal médian par ménage était de 27 085 €, ce qui plaçait la commune au 212e rang parmi les 30 687 communes de plus de cinquante ménages que compte le pays et au dix-neuvième rang départemental.
| Répartition des emplois par catégories socioprofessionnelles en 2006. |              |                                           |                                                   |                            |                          |                           |
|                                                                       | Agriculteurs | Artisans, commerçants, chefs d’entreprise | Cadres et professions intellectuelles supérieures | Professions intermédiaires | Employés                 | Ouvriers                  |
| Saint-Maurice-Montcouronne                                            | -            | -                                         | -                                                 | -                          | -                        | -                         |
| Zone d'emploi de Dourdan                                              | 0,7 %        | 6,0 %                                     | 18,9 %                                            | 28,5 %                     | 26,3 %                   | 19,6 %                    |
| Moyenne nationale                                                     | 2,2 %        | 6,0 %                                     | 15,4 %                                            | 24,6 %                     | 28,7 %                   | 23,2 %                    |
| Répartition des emplois par secteurs d’activités en 2006.             |              |                                           |                                                   |                            |                          |                           |
|                                                                       | Agriculture  | Industrie                                 | Construction                                      | Commerce                   | Services aux entreprises | Services aux particuliers |
| Saint-Maurice-Montcouronne                                            | -            | -                                         | -                                                 | -                          | -                        | -                         |
| Zone d'emploi de Dourdan                                              | 1,7 %        | 10,4 %                                    | 7,5 %                                             | 11,8 %                     | 21,6 %                   | 6,9 %                     |
| Moyenne nationale                                                     | 3,5 %        | 15,2 %                                    | 6,4 %                                             | 13,3 %                     | 13,3 %                   | 7,6 %                     |
| Sources : Insee,                                                      |              |                                           |                                                   |                            |                          |                           |

## Culture locale et patrimoine

### Lieux et monuments
Les berges de la Rémarde, la pelouse calcicole et les bois qui entourent le village ont été recensés au titre des espaces naturels sensibles par le conseil général de l'Essonne.
L’église Saint-Maurice
Le plus ancien bâtiment de la commune. L’église, dont la nef date du XIIe s., présente un plan rectangulaire à nef unique, fermé par un chevet plat; elle fut dévastée puis remaniée à plusieurs reprises.
Les murs de la nef, sont dotés de contreforts extérieurs pour supporter la voûte d’ogive. Les ouvertures de la nef sont étroites et couvertes d’un arc brisé, par contre celles du chœur, sont de style gothique flamboyant et appartiennent aux travaux de 1485. La cloche, qui est la plus ancienne de la CCPL, porte l’inscription "Je fus faite pour ton église l’an 1485 au nom de Saint Maurice". Le clocher à contreforts et baies géminées est couvert d’un toit en bâtière.
Le chœur abrite un ensemble de boiseries en chêne de 1770 et le retable du maître-autel est orné d’une Crucifixion de 1680. Ils ont échappé à l’installation pendant la Révolution d’une société de lessivage de terres salpêtrées qui causa de grands dommages à l’église.
Dans les années 1890, Eudoxie Dervillé contribue à la mise en valeur de l’édifice en offrant un vitrail de St Maurice à cheval, le pavage en marbre du chœur, et en se faisant édifier un somptueux tombeau en marbre de Carrare à l’imitation de ceux du Moyen Âge.
Maison d'Eudoxie Dervillé
Située 8 rue de la Fontaine au Saule. Édifiée à la fin du XIXe s., la maison modeste au départ s’agrandit rapidement d’une aile en équerre, précédée d’une terrasse. L’architecture est tout à fait classique mais la façade sur jardin présente un décor très intéressant associant décoration de style néogothique, fresques représentant un homme et une femme du Moyen Âge et frise de céramique à décors végétaux entrelacés. La porte d’entrée est soulignée de voussures avec décor en feuilles de choux et pinacles.
Une tourelle hors-œuvre abrite l’escalier et est éclairée par une fenêtre surmontée d’un dais de style gothique flamboyant.
Dans le jardin, deux surprises : une source insérée dans une rocaille et une chapelle coiffée d’un clocheton.
Maison à la Belle-Étoile
De plan carré, la maison s’enorgueillit d’une grande abside semi-circulaire avec bandeau d’étage. Particularité, l’inscription placée au centre de l’abside "l’an III Macrouteil/Bastie par Brustelle en 1795".
Lavoir communal
Financé, en souvenir de sa mère, par Stéphane Dervillé, président du conseil d’administration de la compagnie des chemins de fer PLM et gérant de la Banque de France.
Construit vers 1900, durant le mandat du maire Maxime Duhamel, il est alimenté par la fontaine des Saules. Cet édifice de plan carré a la particularité d’être un lavoir fermé. Il est éclairé côté rue par des arcades en plein cintre fermées par des huisseries métalliques et sur les autres côtés par des petites fenêtres.
Son toit en pavillon, s’orne à l’angle sud-ouest d’une grenouille jouant de la mandoline, juchée sur un pilier. Quatre autres grenouilles de céramique associées à des motifs végétaux sont perchées au faîte des murs latéraux.
Des maximes moralisatrices, en lettres gothiques peintes, font le tour du lavoir rappelant que "Avenandise (politesse) et netteté (propreté) valent mieux que gaste (ravageuse) beauté" ou encore "Ne geignez pas sur vos maris, tous les linges sales ne se lavent pas ici" et même pour inciter les blanchisseuses à plus d’efficacité "Le battoir besogne mieux que la langue".
Pont lieutenant Conty (anciennement pont de la folleville)
Ce pont de sept arches semble un peu disproportionné par rapport au flux de la Rémarde. Mais au XVIIe siècle, lors de sa construction le ruisseau présentait un cours beaucoup plus imposant. Le président de Lamoignon et ses nombreux visiteurs pouvaient ainsi rejoindre le château de Baville sans problème.
Au début de la Seconde Guerre mondiale, lors de la bataille de France, neuf soldats du 3e régiment de zouaves périrent pour retarder l’avancée des troupes allemandes, une action qui a retardé l’avance des forces d’un ennemi mieux armé et plus nombreux avec de faibles moyens. Ils ne cessèrent le combat que faute de munitions, près de 4 heures après le début du combat. Grâce à ce sacrifice, des milliers de soldats purent ainsi échapper à la capture[réf. nécessaire].
Une cérémonie pour le 73e anniversaire de cette bataille fut célébrée en présence du fils du lieutenant Conty qui commandait à l’époque le 3e régiment de zouaves.

### Personnalités liées à la commune
Différents personnages publics sont nés, décédés ou ont vécu à Saint-Maurice-Montcouronne :
- Stéphane Adolphe Dervillé (1848-1925), homme d'affaires y est né.
- Gilbert Renault (1904-1984), résistant y vécut.

### Héraldique
| Blason de Saint-Maurice-Montcouronne. | Les armes de Saint-Maurice-Montcouronne se blasonnent : Écartelé : au un, d'or à une roue de moulin de gueules ; au deux, d'azur à un mont de six coupeaux d'or surmonté de douze besants du même ordonnés en couronne ; au trois, d'azur au glaive et à la balance de justice posés en croix latine, le tout d'or ; au quatre, d'or à une poterie de gueules ; au chef de gueules chargé d'une croix tréflée d'or. Les grandes armes ajoutent : une couronne murale d'or maçonnée de sable ; soutien : à dextre trois épis de blé d’or et à senestre une branche de sinople fruitée de gueules, les tiges passées en sautoir en pointe et nouées de gueules. | Grandes Armes de Saint-Maurice-Montcouronne. |